# BenQ

Sigla

BenQ este o companie taiwaneză specializată în producția de electronice, fondată în decembrie 2001.
În anul 2007 a avut o cifră de afaceri de 1,8 miliarde dolari.
În iunie 2005, BenQ a preluat divizia de telefoane mobile a Siemens AG pentru 350 de milioane de euro.

## BenQ în România
Compania este prezentă și în România, unde este lider de piață pe segmentul proiectoarelor, cu o cotă de 37,1% în anul 2010.
Pe segmentul monitoarelor LCD, compania a avut o cotă de piață de 8,3% în anul 2010, cu 30.000 de unități vândute, situându-se pe locul patru, după LG Electronics (cotă de 21,2% din piață), Samsung (20,4%) și Philips.
Pe segmentul camerelor foto digitale, compania a vândut 17.000 de unități în anul 2005.
Segmentul monitoarelor LCD au cea mai mare pondere în totalul veniturilor Benq România (iunie 2008).
Principalii săi concurenți sunt Toshiba, Acer, Sony, Canon, LG, Samsung, Epson - pe diferite categorii de produse.
Cifra de afaceri:
- 2010: 7 milioane euro[2]
- 2009: 5 milioane euro[5]
- 2008: 14,7 milioane euro[6]
- 2007: 21 milioane euro[7]
- 2006: 16 milioane euro[8]
- 2005: 8,2 milioane euro[8]